# ماسنتا
ماسنتا هي عاصمة محافظة ماسنتا في جنوب شرق غينيا.

## الجغرافية
تقع ماسنتا في مرتفعات غينيا على الطريق من نزيريكوري إلى غكيدو. ينضم نهر نياندا إلى نهر ماكوندا بالقرب من ماسنتا. 

## التاريخ الحديث
تدفق الاستعمار والاستيطان الفرنسي تأثر بالليبيريين حوالي عام 2000. إنه مصدر تفشي الإيبولا الأفريقية عام 2014. 

## الاقتصاد
ماسنتا هي مدينة تجارية رئيسية للشاي والقهوة والأرز والكسافا وخلاصة زبدة الشيا وجوز الكولا وزيت النخيل. تم بناء مصنع لمعالجة الشاي في ماسنتا في عام 1968، ويوجد في المدينة محطة أبحاث زراعية، ومنشرة، والعديد من المدارس الثانوية.  يُعتقد أن تجارة التهريب قد تطورت في ماسنتا.
يخدم المدينة مطار ماسنتا.